# FK Mil-Muğan
Der FK Mil-Muğan ist ein Fußballverein aus İmişli in Aserbaidschan. Der Verein spielt zurzeit in der zweitklassigen Birinci Divizionu. Die Heimspiele werden in einem im März 2006 neu eröffneten Heydar Aliyev Stadion ausgetragen, das 8.500 Zuschauern Platz bietet. Die Vereinsfarben sind grün und weiß.

## Geschichte
Der 2004 von MKT Istehsalat-Kommersiya, einer baumwollverarbeitenden Firma, gegründete Verein spielt in der Premyer Liqası, der höchsten Spielklasse Aserbaidschans. Als MKT Araz İmişli nahm man 2006 am UEFA Intertoto Cup teil. Nach einem 1:0 zuhause ging das Rückspiel in Moldawien mit 0:2 gegen FC Tiraspol verloren.
In der Saison 2006/07 verloren sie im Pokalfinale gegen FK Xəzər Lənkəran mit 0:1. Da der Pokalsieger in dem Jahr auch die Meisterschaft gewann, durften sie in der UEFA Europa League teilnehmen. Dort verloren sie in der 1. Runde nach einem torlosen Heimspiel gegen Dyskobolia Grodzisk mit 0:1 und schieden aus.
Nachdem der Verein im Jahr 2013 neu gegründet wurde, nennt er sich FK Mil-Muğan. Seit 2018 nimmt die Mannschaft nicht am aktiven Wettbewerb teil.

## Europapokalbilanz
| Saison  | Wettbewerb         | Runde                  | Gegner              | Gesamt | Hin     | Rück    |
| ------- | ------------------ | ---------------------- | ------------------- | ------ | ------- | ------- |
| 2006    | UEFA Intertoto Cup | 1. Runde               | FC Tiraspol         | 1:2    | 1:0 (H) | 0:2 (A) |
| 2007/08 | UEFA-Pokal         | 1. Qualifikationsrunde | Dyskobolia Grodzisk | 0:1    | 0:0 (H) | 0:1 (A) |

Gesamtbilanz: 4 Spiele, 1 Sieg, 1 Unentschieden, 2 Niederlagen, 1:3 Tore (Tordifferenz −2)